# Marthin Hamlet Nielsen
Marthin Hamlet Nielsen (* 17. Januar 1992 in Norwegen) ist ein norwegischer Ringer und MMA-Profi-Kämpfer.

## Werdegang

### Laufbahn als Amateurringer
Marthin Hamlet Nielsen begann bereits im Alter von fünf Jahren zusammen mit seinem um ein Jahr älteren Bruder Marius in Oslo mit dem Ringen. Sein erster Trainer war sein Vater Steinar Nielsen. Er konzentrierte sich dabei auf den griechisch-römischen Stil. Im Laufe der Jahre wuchs er bei einer Größe von 1,87 Metern in das Halbschwergewicht hinein und wiegt ca. 100 kg. Neben dem Schulbesuch widmete er sich voll und ganz dem Ringen. Dazu ging er im Jahre 2008 nach Göteborg, weil er beim dortigen Ringerclub Örgryte größere Entwicklungsmöglichkeiten sah. Im Sommer 2013 zog er aber nach Oslo zurück und will sich dort mit Unterstützung des norwegischen Ringer-Verbandes gezielt auf die Olympischen Spiele 2016 vorbereiten. Seit 2011 rang Martin Hamlet Nielsen auch in der deutschen Bundesliga. Er startete zunächst für die RWG Mömbris-Königshofen und in der Saison 2013/14 für den AC Lichtenfels.
Im Jahre 2008 wurde Marthin Hamlet Nielsen im Alter von 16 Jahren erstmals norwegischer Meister bei den Senioren, dem bis zum Jahre 2011 drei weitere norwegische Meistertitel folgten. Trainiert wurde bzw. wird er von Frank Steen, Jan Stawowski, Fritz Aanes und Jimmy Lidberg. Seit 2007 nimmt er an internationalen Meisterschaften bei den Junioren und seit 2011 bei den Senioren teil. Die besten Resultate, die er dabei erzielte, waren ein 5. Platz bei der Junioren-Europameisterschaft 2010 in Samokow, ein 5. Platz bei der Europameisterschaft in Dortmund, wo er drei Siege erzielte und im Kampf um eine Bronzemedaille erst am bulgarischen Weltmeister Elis Guri scheiterte, ein 5. Platz bei der Junioren-Europameisterschaft 2011 in Zrenjanin und ein 3. Platz bei der Junioren-Weltmeisterschaft 2012 in Pattaya hinter Villius Laurinaitis, Litauen und Peter Öhler, Deutschland. Im August 2013 besiegte er beim „Wladyslaw-Pytlasinski“-Memorial in Warschau im Kampf um den 3. Platz den russischen Olympiazweiten von 2012 Rustam Totrow. Bei der Weltmeisterschaft 2013 in Budapest kam er über einen 19. Platz in der Gewichtsklasse bis 98 kg nicht hinaus. Er hatte dort zunächst über Frederik Schön aus Schweden gewonnen, aber schon im nächsten Kampf gegen Schalwa Gadabadse aus Aserbaidschan verloren.
Im April 2014 gelang ihm dann der erste Medaillengewinn bei einer internationalen Meisterschaft. Er belegte bei der Europameisterschaft in Verona in der Gewichtsklasse bis 98 kg mit Siegen über Timo Kallio, Finnland, Alin Alexuc-Ciurariu, Rumänien und Alexander Hrabovik, Weißrussland, einer Niederlage gegen Artur Aleksanjan, Armenien und einem Sieg über Felix Radinger aus Deutschland den 3. Platz. Bei der Weltmeisterschaft 2014 in Taschkent gelang Marthin Hamlet Nielsen nur ein Sieg über Caylor Williams aus den Vereinigten Staaten. Seinen nächsten Kampf gegen Ghasem Rezaei aus dem Iran verlor er und schied aus. Er belegte damit den 14. Platz.
Bei der Europameisterschaft U 23 2015 in Wałbrzych stand er in der Gewichtsklasse bis 98 kg wieder knapp vor einem Medaillengewinn. Er besiegte in Wałbrzych Villius Laurinaitis aus Litauen, verlor dann gegen Fatih Baksoy aus der Türkei, schlug den russischen Vertreter Axander Golowin, verlor aber den entscheidenden Kampf um eine Bronzemedaille gegen Ewgeni Genchew aus Bulgarien. Im Mai 2015 wurde er in Bodö/Norwegen vor Alo Toom aus Estland und Theodorus Tounousidis aus Schweden Nordischer Meister. Sehr gut rang er auch bei der Weltmeisterschaft 2015 in Las Vegas. Er besiegte dort Arslan Saparmamedow aus Turkmenistan, unterlag dann gegen Artur Aleksanjan, besiegte Yasuhiro aus Japan, unterlag aber in der Trostrunde gegen Dimitrij Timtschenko aus der Ukraine. Damit landete er auf dem 8. Platz.
Sehr enttäuschend verlief für ihn das Jahr 2016. Bei der Europameisterschaft dieses Jahres in Riga kam er nur auf den 15. Platz und anschließend verpasste er auch die Qualifikation für die Olympischen Spiele in Rio de Janeiro. Die Chance dazu hatte er beim Qualifikationsturnier in Ulaan-Baatar. Er belegte dort aber nur den für die Qualifikation nicht ausreichenden 5. Platz.

### Laufbahn als Mixed Martial Artist (MMA)
Nach den Enttäuschungen des Jahres 2016 als Amateurringer wechselte Marthin Hamlet Nielsen noch im gleichen Jahr in das Lager der MMA-Kämpfer. Er bestritt am 28. November 2016 sein Amateur-MMA-Debüt mit einem Sieg über den Polen Tomasz Ponder. 2017 bestritt er dann zwei Kämpfe als Profi-MMA-Kämpfer, in denen er am 1. April 2017 über Zvonimir Kralj aus Schweden und am 2. Dezember 2017 über Hassan Rahat aus Frankreich siegte.

## Internationale Erfolge als Ringer
| Jahr | Platz | Wettbewerb                                   | Gewichtsklasse | Ergebnisse |
| ---- | ----- | -------------------------------------------- | -------------- | --- |
| 2007 | 16.   | Junioren-EM (Cadets) in Warschau             | bis 69 kg      | Sieger: Daniel Hlavati, Ungarn vor Tornike Natchkebia, Georgien |
| 2008 | 16.   | Junioren-EM (Cadets) in Daugavpils           | bis 76 kg      | Sieger: Alsan Atem, Türkei vor Riswan Matajew, Russland |
| 2010 | 5.    | Junioren-EM in Samokow/Bulgarien             | Halbschwer     | Sieger: Wassil Imerlischwili, Georgien vor Coskun Efe, Deutschland |
| 2010 | 17.   | Junioren-WM in Budapest                      | Halbschwer     | Sieger: Islam Magomedow, Russland vor Alin Alexuc-Ciurariu, Rumänien und Coskun Efe |
| 2011 | 3.    | „Herman-Kare“-Turnier in Kouvola/Finnland    | Halbschwer     | hinter Ardo Arusaar, Estland und Rami Hietaniemi, Finnland |
| 2011 | 12.   | Golden-Grand-Prix in Szombathely             | Halbschwer     | Sieger: Jimmy Lidberg, Schweden vor Ewgeni Askasow, Usbekistan |
| 2011 | 5.    | EM in Dortmund                               | Halbschwer     | nach Siegen über Wladimir Wassiljew, Ukraine und Ardo Arusaar, einer Niederlage gegen Artur Aleksanjan, Armenien, einem Sieg über Soso Jabidse, Georgien und einer Niederlage gegen Elis Guri, Bulgarien       |
| 2011 | 1.    | Nordische Juniorenmeisterschaft in Tallinn   | Halbschwer     | vor Miltos Miltos Miltiadous, Schweden und Villius Laurinaitis, Litauen |
| 2011 | 5.    | Junioren-EM in Zrenjanin                     | Halbschwer     | hinter György Rizmajer, Ungarn, Artur Aleksanjan, Metehan Basar, Türkei und Sandro Dichaninja, Georgien |
| 2011 | 7.    | Junioren-WM in Bukarest                      | Halbschwer     | Sieger: Islam Magomedow vor Sandro Dichaninja |
| 2011 | 13.   | WM in Istanbul                               | Halbschwer     | nach einem Sieg über Chabibullah Abdullajew, Tadschikistan und einer Niederlage gegen Yunior Estrada Falcon, Kuba                                                                                              |
| 2012 | 1.    | „Herman-Kare“-Turnier in Kouvola             | Halbschwer     | vor Mindaugas Ežerskis, Litauen, Ardo Arusaar und Ewgeni Kudaschkin, Russland |
| 2012 | 3.    | Thor-Masters in Nyköbing                     | Halbschwer     | hinter Mirko Englich, Deutschland und Rustam Totrow, Russland |
| 2012 | 3.    | Granma-Cup in Havanna                        | Halbschwer     | hinter Yosmany Lugo Cabrera, Kuba und Mirko Englich |
| 2012 | 10.   | Olympia-Qualif.-Turnier in Sofia             | Halbschwer     | Sieger: Artur Aleksanjan vor Ardo Arusaar |
| 2012 | 13.   | Olympia-Qualif.-Turnier in Helsinki          | Halbschwer     | Sieger: Alin Alexuc-Ciurariu vor David Vála, Tschechien |
| 2012 | 3.    | Großer Preis von Spanien in Madrid           | Halbschwer     | hinter Selimchan Belchorojew, Russland und Wassyl Ratschyba, Ukraine |
| 2012 | 3.    | Junioren-WM in Pattaya                       | Halbschwer     | hinter Villius Laurinaitis und Peter Öhler, Deutschland |
| 2013 | 3.    | Golden-Grand-Prix in Baku                    | Halbschwer     | hinter Micheil Kijaia, Georgien und Balasz Kiss, Ungarn |
| 2013 | 18.   | EM in Tiflis                                 | Halbschwer     | nach einer Niederlage gegen Schalwa Gadabadse, Aserbaidschan |
| 2013 | 2.    | Großer Preis von Deutschland in Dortmund     | Halbschwer     | hinter Dimitrij Timtschenko, Ukraine, vor Timo Antero Kallio, Finnland und Oliver Hassler, Deutschland |
| 2013 | 1.    | Großer Preis von Spanien in Madrid           | Halbschwer     | vor Frederick Schön, Schweden und Erwin Jose Caraballo Cabrera, Venezuela |
| 2013 | 3.    | „Wladyslaw-Pytlasinski“-Memorial in Warschau | Halbschwer     | hinter Balasz Kiss und Wladyslaw Metodiew, Bulgarien, gemeinsam mit Daigoro Timoncini, Italien, vor Rustam Totrow                                                                                              |
| 2013 | 19.   | WM in Budapest                               | bis 96 kg      | nach einem Sieg über Frederik Schön, Schweden und einer Niederlage gegen Schalwa Gadabadse, Aserbaidschan |
| 2013 | 2.    | Golden-Grand-Prix in Baku                    | bis 96 kg      | hinter Balasz Kiss, Ungarn, vor Beka Rogua, Georgien und Suleiman Demirci, Türkei |
| 2014 | 1.    | Thor-Masters in Nyköbing                     | bis 98 kg      | vor Timo Kallio, Finnland, Felix Baldauf, Norwegen und Tuomas Lahti, Finnland |
| 2014 | 2.    | Golden-Grand-Prix in Szombathely             | bis 98 kg      | hinter Cenk Ildem, Türkei, vor Daigoro Timoncini, Italien und Adam Varga, Ungarn |
| 2014 | 3.    | EM in Verona                                 | bis 98 kg      | nach Siegen über Timo Kallio, Finnland, Alin Alexuc-Ciurariu, Rumänien und Alexander Hrabovik, Weißrussland, einer Niederlage gegen Artur Aleksanjan, Armenien und einem Sieg über Felix Radinger, Deutschland |
| 2014 | 3.    | Golden-Grand-Prix in Baku                    | bis 98 kg      | hinter Balasz Kiss und Cenk Ildem, vor Schalwa Gadabadse |
| 2014 | 14.   | WM in Taschkent                              | bis 98 kg      | nach einem Sieg über Caylor Williams, USA und einer Niederlage gegen Ghasem Rezaei, Iran |
| 2015 | 5.    | Europameisterschaft U 23 in Wałbrzych        | bis 98 kg      | nach einem Sieg über Villius Laurinaitis, Litauen, einer Niederlage gegen Fatih Baskoy, Türkei, einem Sieg über Alexander Golowin, Russland und einer Niederlage gegen Ewgeni Genchew, Bulgarien               |
| 2015 | 1.    | Nordische Meisterschaft in Bodö              | bis 98 kg      | vor Alo Toom, Estland und Theodorus Tounousidis, Griechenland |
| 2015 | 8.    | WM in Las Vegas                              | bis 98 kg      | nach einem Sieg über Arslan Saparmamedow, Turkmenistan, einer Niederlage gegen Artur Aleksanjan, einem Sieg über Yasuhiro Yonehira, Japan und einer Niederlage gegen Dimitrij Timtschenko, Ukraine             |
| 2016 | 15.   | EM in Riga                                   | bis 98 kg      | Sieger: Nikita Melnikow, Russland vor Artur Aleksanjan und Cenk Ildem |
| 2016 | 5.    | Olympia-Qualif.-Turnier in Ulaan-Bataar      | bis 98 kg      | hinter Alexander Hrabovik, Rewas Nadareischwili, Georgien, Frederik Schön und Daigoro Timoncini |

Erläuterungen
- alle Wettkämpfe im griechisch-römischen Stil
- WM = Weltmeisterschaft, EM = Europameisterschaft
- Halbschwergewicht, Gewichtsklasse bis 96 kg Körpergewicht